# Андрей Васильевич Большой
Андрей Васильевич Большой, позднее также Горяй (13 августа 1446 года, Углич — 6 ноября 1493 года, Москва, Великое княжество Московское) — удельный князь углицкий (1462—1492), четвёртый сын великого князя Московского Василия II Васильевича Тёмного и Марии Ярославны Боровской.
«Время его княжения, — по словам угличского краеведа XIX века И. П. Серебренникова, — продолжавшееся около тридцати лет, составляет самый блестящий период в местной истории». Он построил в Угличе первые каменные сооружения — кирпичный дворец (от которого уцелела одна престольная палата), кремлёвский собор Спасо-Преображения (разобран при Петре I) и Покровский монастырь (затоплен в советское время).

## Биография

### Ранние годы
Горяй родился во время заточения его родителей в Угличе. По смерти отца получил в удел города Углич (ныне Ярославская область), Звенигород (ныне Московская область), Бежецкий Верх (ныне Тверская область), Велетов, Кистьма, Рожалов, Устюжна Железопольская (ныне Вологодская область).
До 1472 года был в хороших отношениях со своим старшим братом великим московским князем Иваном III Васильевичем. В 1472 году бездетным умер Дмитровский князь Юрий Васильевич, не упомянув в завещании о своем уделе, и великий князь присвоил себе удел покойного, не дав ничего братьям. Те рассердились, но на этот раз дело кончилось примирением, причем Иван, наделив других, ничего не дал Андрею, который более других добивался раздела. Тогда мать, очень любившая Андрея, дала ему свою куплю Романов городок.
Другое столкновение у младших братьев с великим князем произошло из-за права бояр отъезжать — права, которое великий князь признавал лишь в том случае, когда отъезжали к нему. В 1479 году боярин, князь Лыко-Оболенский, недовольный великим князем, отъехал к князю Борису Васильевичу Волоцкому. Когда Борис не хотел выдать отъехавшего боярина, великий князь приказал схватить Оболенского и привезти в Москву. Андрей принял сторону волоцкого князя. Начался мятеж братьев Ивана III.
Братья, соединившись, двинулись с войском в Новгородскую область, а оттуда повернули к литовскому рубежу и вошли в сношения с польским королём Казимиром, который, впрочем, не помог им. Они рассчитывали было найти поддержку во Пскове, но обманулись. Желая разделить их интересы, великий князь посылал отдельно к Андрею, предлагая ему Калугу и Алексин, но Андрей не принял этого предложения. Нашествие Ахмата (1480) поспособствовало примирению братьев.
Иван сделался сговорчивее и обещал исполнить все их требования, и Андрей с Борисом явились с войском к великому князю на Угру, где он стоял против татар. Примирение состоялось при посредничестве матери — инокини Марфы, митрополита Геронтия и епископов: Вассиана Ростовского и Филофея Пермского. Великий князь дал Андрею Можайск, то есть значительную часть удела Юрия. Таким образом, к 35 годам углицкий князь стал правителем обширных владений, простиравшихся от верховьев реки Москвы на юге до низовьев реки Мологи на севере.

### Опала и смерть
По смерти матери (1484 год) положение Андрея сделалось опасным, так как и по характеру, и по притязаниям он внушал опасения великому князю. В 1488 году Андрей услыхал, что великий князь хочет его схватить. Андрей сам лично сказал об этом слухе Ивану, и тот клялся, что у него и в мыслях не было ничего подобного.
Слух оправдался спустя 3 года. В 1491 году великий князь приказал братьям послать своих воевод на помощь его союзнику — крымскому хану Менгли-Гирею. Андрей почему-то ослушался приказания, не послал. Когда после этого Андрей приехал в Москву, то был позван на обед к великому князю, где был схвачен и посажен под стражу на казённый двор (19 сентября 1492 года), где и умер 6 ноября 1493 года. Дочерей Андрея не тронули, а сыновей, Ивана и Дмитрия, которым было чуть более 10 лет, по приказанию великого князя также посадили в тюрьму в оковах, где они провели большую часть жизни.

Арест Андрея Васильевича производил боярин князь Семён Ряполовский, детей князя арестовал Василий Патрикеев. Углицкий удел был присоединён к великому княжению. Когда митрополит печаловался за Андрея, то великий князь так отвечал: 
Жаль мне очень брата; но освободить его я не могу, потому что не раз замышлял он на меня зло; потом каялся, а теперь опять начал зло замышлять и людей моих к себе притягивать. Да это бы ещё ничего; но когда я умру, то он будет искать великого княжения подо внуком моим, и если сам не добудет, то смутит детей моих, и станут они воевать друг с другом, а татары будут Русскую землю губить, жечь и пленять, и дань опять наложат, и кровь христианская опять будет литься, как прежде, и все мои труды останутся напрасны, и вы будете рабами татар. 
Андрей Курбский писал в своей «Истории о великом князе Московском», что Иван III в малое время удушил в темнице тяжёлыми веригами своего единоутробного брата Андрея Угличского, человека весьма рассудительного и умного. Оттого он остался в народной памяти под скорбным именем «Горяй».

## Семья
Андрей Горяй женился 27 мая 1470 года на Елене, дочери князя Романа Андреевича Мезецкого. Она умерла за десять лет до мужа, 2 апреля 1483 года, оставив по крайней мере четверых детей:
- Иван (ум. в Вологде 19 мая 1523 г.)
- Дмитрий (ум. в Вологде после декабря 1540 г.).
- Ульяна (ум. 15 мая 1537 г.), жена кубенского князя  Ивана Семеновича Кубенского (из Ярославских Рюриковичей)[6]
- Евдокия (в иночестве Елена), жена курбского князя Андрея Дмитриевича Курбского[6]

## Киновоплощения
- Телесериал «София» — Сергей Марин